# Piotr Michalik
Pour les articles homonymes, voir Michalik.
Piotr Michalik (né le 20 mai 1957 à Katowice) est un lutteur polonais.

## Biographie
Il est le frère de Jan Michalik.

## Palmarès

### Championnats du monde
- Médaille d'or en catégorie des moins de 57 kg en 1982 à Katowice.

### Championnats d'Europe
- Médaille de bronze en catégorie des moins de 57 kg en 1981